# 早川雄三
早川 雄三（はやかわ ゆうぞう、1925年1月25日 - 2010年8月28日）は、日本の俳優。本名は倉内 満幸（くらうち みつゆき）。旧芸名は早川 雄二。
兵庫県神戸市出身。兵庫県立神戸高等商業学校、日本電波通信電信専門学校卒業。向日葵企画、ソロ企画に所属していた。

## 来歴・人物
1949年第4期ニューフェイスとして大映入りし同年の映画『母燈台』で早川雄二の芸名で俳優デビューする。後に早川雄三と改名し、多くの大映映画に出演。1971年の大映倒産後は主にテレビドラマに活動の場を移し、刑事ドラマ『特別機動捜査隊』でベテラン松木部長刑事役（高倉班、三船班）として活躍した一方、時代劇や現代劇などの悪役として活躍した。
2010年8月28日午前0時5分、肺炎のため東京都世田谷区の病院で死去した。85歳没。

## 出演

### テレビドラマ
- ザ・ガードマン（TBS / 大映テレビ室）
  - 第23話「夜と昼の女」（1965年）※早川雄二名義
  - 第29話「赤い罠」（1965年）
  - 第55話「知らない街」（1966年）
  - 第64話「東洋の涙」（1966年）
  - 第71話「見えない敵」（1966年）
  - 第73話「挑戦」（1966年）
  - 第85話「ニセ札は踊る」（1966年）
  - 第104話「白昼の大襲撃」（1967年）
  - 第108話「ガードマン本部奇襲作戦」（1967年）
  - 第123話「現代牡丹灯籠」（1967年）
  - 第131話「覆面ラリー車を奪え」（1967年）
  - 第133話「五十万人の中の誘拐」（1967年）
  - 第152話「愛と憎しみの弾丸」（1968年）
  - 第167話「停年殺人」（1968年）
  - 第171話「情無用サラリーマン稼業」（1968年）
  - 第199話「皆殺しの島」（1969年）
  - 第203話「怪談・呪いの館」（1969年）
  - 第205話「ズッコケ野郎は骨までしゃぶれ」（1969年）
  - 第232話「夫を死刑台に送れ」（1969年）
  - 第246話「お知らせ爆弾魔」（1969年）
  - 第247話「殺人せり市」（1969年）
  - 第260話「二人の妻を持つ夫」（1970年）
  - 第277話「銀行ギャングのふるさとは墓場」（1970年）
  - 第343話「お色気喜劇・浮気結婚式」（1971年）
  - 第344話「煙突の上で無理心中したヌードの美女」（1971年）
- 君は海を見たか（1970年、日本テレビ / 大映テレビ室） - 為永博士
- 火曜日の女シリーズ (日本テレビ)
  - 「花は見ていた」（1971年、ユニオン映画） - 時村刑事
  - 「あの子が死んだ朝」（1972年、大映京都撮影所） - 組長
- 荒野の素浪人 第1シリーズ第1話「乱闘 辰の上刻」（1972年、NET / 三船プロ）
- 木枯し紋次郎（1972年、フジテレビ / C.A.L）
  - 第7話「六地蔵の影を斬る」
  - 第16話「月夜に吼えた遠州路」 - 塩見の伊兵衛
- 水戸黄門（TBS / C.A.L）
  - 第3部 第24話「女海賊とにせ黄門 -平戸-」（1972年5月8日） - 田上作左衛門
  - 第6部 第29話「黄門さまの頑固くらべ -木更津-」（1975年10月13日） - 鍋山三五郎
  - 第8部 第7話「助さんの身替り亭主 -掛川-」（1977年8月29日） - 寺島新五郎
  - 第9部 第20話「帰って来た中乗りさん -木曽福島-」（1978年12月18日） - 塚口喜兵衛
  - 第11部 第22話「黄門様の子守唄 -伊勢原-」（1981年1月12日） - 大山主殿
  - 第12部
    - 第7話「お志乃に惚れた提灯作り -岐阜-」（1981年10月12日） - 桂木伊十郎
    - 第25話「嘘を承知で親孝行 -富岡-」（1982年2月15日） - 双村帯刀

  - 第13部
    - 第8話「悲願を秘めた蜆売り -吉田-」（1982年12月6日） - 早川軍兵衛
    - 第17話「出雲の和紙の縁結び -大社-」（1983年2月7日） - 大月主膳

  - 第14部
    - 第6話「恩讐越えたこけし人形 -鳴子-」（1983年12月5日） - 唐沢左門
    - 第32話「灘の庄助なぜ酔っぱらう -灘-」（1984年6月4日） - 黒沢平太夫

  - 第15部（1985年）
    - 第9話「異国の姫は瓜二つ -長崎-」 - 末次源十郎
    - 第19話「父娘救った主君の鎧 -備中松山-」 - 京極守常
    - 第34話「女壺振り 仇討ち悲願 -松井田-」 - 古屋八太夫

  - 第16部
    - 第19話「泣く子にゃ勝てぬ悪企み -福井-」（1986年9月1日） - 藤木豊次郎
    - 第28話「娘を救った偽黄門 -弘前-」（1986年11月3日） - 神子頼母

  - 第17部（1987年）
    - 第7話「お嬢様は女盗賊 -津-」 - 岡部治太夫
    - 第17話「黄門様のおしのび指南 -松山-」 - 内藤帯刀

  - 第18部
    - 第13話「船幽霊の謎を解け -敦賀-」（1988年12月5日） - 手塚源三郎
    - 第24話「黄門様は行方不明 -水口-」（1989年2月27日） - 桑田源十郎

  - 第19部
    - 第6話「因業爺は瓜二つ -仙台-」（1989年10月30日） - 青葉屋勘兵衛
    - 第16話「鬼が巣喰う金の山 -佐渡-」（1990年1月15日） - 平井玄蕃
    - 第29話「天下御免の大芝居 -江戸-」（1990年4月16日） - 丹波屋儀兵衛

  - 第20部
    - 第1話（1990年10月22日） - 小笠原将監
    - 第24話「嫁の真心 豊後竹人形 -別府-」（1991年4月22日） - 黒崎治太夫
    - 第42話「怪盗 天神林の光右衛門 -盛岡-」（1991年8月26日） - 和泉屋源左衛門

  - 第21部（1992年）
    - 第6話「秘伝運んだ孫娘 -浜田-」 - 宝屋半兵衛
    - 第30話「帰らぬ夫は凶状持ち -行田-」 - 丸高屋源兵衛

  - 第22部（1993年）
    - 第4話「心の剣で悪を斬る -藤枝-」 - 蒲原掃部
    - 第32話「会津名物夫婦下駄 -会津-」 - 味岡典膳

  - 第23部
    - 第16話「八兵衛夢見た若旦那 -宮津-」（1994年11月21日） - 寿楽屋
    - 第27話「酔いどれ男の恩返し -人吉-」（1995年2月13日） - 杉屋松蔵

  - 水戸黄門外伝 かげろう忍法帖（1995年）
    - 第1話「世の悪人輩よ覚悟しな!女は怖いぞくノ一忍法」 - 摂津屋
    - 第14話「紬の里の鴉退治 -飯田-」 - 三国屋五郎蔵

  - 第24部
    - 第15話「仇を探す飴売り娘 -熊本-」（1995年12月25日） - 南海屋藤兵衛
    - 第30話「欲望渦巻くお留山 -秋田-」（1996年4月22日） - 大野屋源兵衛

  - 第25部 第34話「黄門さまは嫁奉行-花巻-」(1997年8月18日)　- 源右衛門
  - 第31部 第22話「陰謀渦巻く福岡城・下関・博多」（2003年3月24日） - 中丸少祐
- 特別機動捜査隊（NET / 東映）第558話「野獣の棲む街」（1972年7月12日） 〜 第800話「あヽ夫婦」（1977年3月23日） - 松木部長刑事
- 眠狂四郎 第22話「尼寺に臙脂が匂う」（1973年、関西テレビ / 東映）
- プレイガール 第173話「浴室に銃を向けろ」（1972年、12ch / 東映） - 由原木弁護士
- ロボット刑事 第4話「壁に消えた殺人者」（1973年、フジテレビ / 東映） - 久保社長
- アイフル大作戦 第32話「ドヒャーッ! 仕掛けて仕損じなし」（1973年、TBS / 東映）
- 事件狩り 第14話「若者よ、別れの時がきた!」（1974年、TBS / 大映テレビ）
- 大河ドラマ （NHK総合）
  - 勝海舟（1974年） - 山口直信
  - 元禄太平記（1975年） - 梶川与惣兵衛
  - 草燃える（1979年） - 三浦義澄
  - 獅子の時代（1980年） - 徳右衛門
  - 徳川家康（1983年） - 淀屋常庵
  - 独眼竜政宗（1987年） - 猪苗代盛国
- 伝七捕物帳（日本テレビ / ユニオン映画） 
  - 第36話「謎のむらさき房」（1974年） - 山犬の彦八
  - 第86話「返す十手に情けの涙」（1975）- 医者
- 破れ傘刀舟悪人狩り 第21話「口八丁仁義」（1975年、NET / 三船プロ） - 弁天の勝五郎
- 夜明けの刑事 (TBS / 大映テレビ)
  - 第24話「ふるさとの母に向かって走れ!」(1975年)　- 大和久
  - 第43話「愛の終わりに殺された女」(1975年)　
  - 第82話「裏切りの烙印に賭ける!!」(1976年)　- 竹馬組組長
- 非情のライセンス（NET→テレビ朝日 / 東映）
  - 第2シリーズ 第32話「兇悪のバラード」（1975年） - 日方行光
  - 第3シリーズ 第11話「兇悪の女囚・コールガール殺人事件」（1980年） - 武藤（京浜連合会）
- 少年探偵団 第3話、第4話「影に笑う怪人 1、2」（1975年、日本テレビ / 日本現代企画） - 角田社長
- 大都会シリーズ（日本テレビ / 石原プロ）
  - 大都会 闘いの日々 第11話「大安」（1976年） - 長井社長（東洋便船）
  - 大都会 PARTII 第14話「切れたザイル」（1977年） - 田島
  - 大都会 PARTIII
    - 第1話「帰って来た黒岩軍団」（1978年） - 金井清吾（東友会組長）
    - 第12話「狂犬」（1978年） - 前尾徳三
    - 第27話「奪われたポリススペシャル」（1979年） - 桑島
    - 第36話「密告屋（たれこみ）」（1979年） - 戸倉組々長
- お耳役秘帳 第3話「復讐の若者」（1976年、関西テレビ / 歌舞伎座テレビ） - 宗小伝次
- 人魚亭異聞 無法街の素浪人 第17話「狼たちの挽歌」（1976年、NET / 三船プロ） - 星島
- 必殺シリーズ（朝日放送 / 松竹）
  - 必殺からくり人 第13話「終わりに殺陣をどうぞ」（1976年） - 備前屋
  - 必殺からくり人・富嶽百景殺し旅 第14話「凱風快晴」（1978年） - 梅屋重兵ヱ
  - 必殺仕事人 第2話「主水おびえる! 闇に光る目は誰か?」（1979年） - 盗賊・横堀の庄兵衛
  - 新・必殺仕事人 第3話「主水 子守する」（1981年） - 盗賊・熊鷹の克造
  - 必殺仕事人III 第28話「相撲取りに惚れられたのは加代」（1983年） - 荒熊喜平次
  - 必殺仕事人IV
    - 第7話「主水 忘年会の幹事でトチる」（1983年） - 板倉屋文左衛門
    - 第37話「せん 遂に再婚を決意する」（1984年） - 堀田甚左衛門

  - 必殺仕切人 第9話「もしも女房が裸婦モデルになったら」（1984年） - 天海
- 太陽にほえろ! （日本テレビ / 東宝）
  - 第213話「正当防衛」（1976年） - 奥村社長
  - 第539話「襲撃」（1983年） - 大伴和之
- 隠し目付参上（1976年、毎日放送 / 三船プロ）
  - 第7話「金か命か体面か」 - 石出帯刀
  - 第13話「右も左も真っ暗闇か」 - 戸川半蔵
- 桃太郎侍 （日本テレビ / 東映）
  - 第16話「折れた孤剣」（1977年） - 松島屋
  - 第32話「幼なじみにご用心!」（1977年） - 堀田岩城守
  - 第59話「岸うつ波に母の声」（1977年） - 青山下野守
  - 第87話「鶴が啼く岸辺」（1978年） - 三田村大学
  - 第117話「男も惚れる千両役者」（1979年） - 永井帯刀
  - 第134話「通り雨に消えた女」（1979年） - 三田村弾正
  - 第241話「赤い首輪をつけた猫」（1981年） - 室伏喜兵衛
- 大江戸捜査網（12ch→テレビ東京 / 日活→三船プロ）
  - 第276話「無残! 盗っ人秘録」（1977年） - 滝川忠之
  - 第290話「恐怖の無差別殺人」（1977年） - 竹中大膳
  - 第312話「甦えった魂なき殺人者」（1977年） - 秋葉屋
  - 第338話「追跡! 哀愁の子守唄」（1978年） - 稲葉勝家
  - 第352話「怪談 涙の燈籠流し」（1978年） - ふじむらの主人・喜兵衛
  - 第364話「闇を裂く女賊の哀愁」（1978年） - 竹之内主水
  - 第400話「悪女が捨てた殺しの分け前」（1979年） - 筒井若狭守
  - 第415話「鉄火女 涙の情け肌」（1979年） - 藤代主膳
  - 第526話「邪剣つばめ返し」（1982年） - 黒沼主膳
  - 第549話「品川遊廓おんな蟻地獄」（1982年） - 相模屋
  - 第591話「女牢しのび肌 禁断の闇化粧」 （1983年） - 三州屋
  - 新 大江戸捜査網 第21話「初恋 飛脚別れ唄」（1984年） - 淡路屋藤蔵
  - 平成版
    - 第1シリーズ
      - 第7話「魔の黄金地獄を暴け!」（1990年） - 河内屋
      - 第20話「血欲にまみれた辻ヶ花染」（1991年） - 伊勢屋

    - 第2シリーズ
      - 第4話「父上が残した謎を追え!」（1991年） - 阿部頼母
      - 第22話「地獄から来た虚無僧」（1992年） - 木曽屋総右衛門
- 特捜最前線（テレビ朝日 / 東映）
  - 第21話「胡蝶の舞の女」（1977年） - 所轄刑事
  - 第59話「制服のテロリスト達!」（1978年）
  - 第82話「望郷殺人カルテット!」（1978年） - パレス病院院長
  - 第109話「紫色のマニキュアをした女!」（1979年）
  - 第131話「6000万の美談を狩れ!」（1979年）
  - 第178話「男たちのセプテンバーソング!」（1980年）
  - 第190話「償い」（1980年） - 有明商事社長
  - 第237話「木枯らしや…」（1981年）
  - 第445話「倉敷-高松-観音寺・瀬戸内に消えた時効!」（1985年） - 大林憲政
- 破れ新九郎（テレビ朝日 / 中村プロ）
  - 第7話「通り雨ならお命頂戴」（1978年）
  - 第23話「流転! 夕陽の父子唄」（1979年） - 東堂帯刀
- 雲霧仁左衛門 第7話「掟破り」（1979年、関西テレビ / 松竹） - 相模の軍次
- ザ・スーパーガール 第16話「裸で銃口の前に立て」（1979年、12ch / 東映） - 城和会・殿村会長
- 噂の刑事トミーとマツ 第1シリーズ 第1話「二人合わせて一人前?」（1979年、TBS / 大映テレビ） - 荒神会・荒木会長
- 江戸の牙（テレビ朝日 / 三船プロ）
  - 第8話「対決! 黒い稲妻」（1979年） - 河内屋
  - 第23話「笑って泣いて 長屋の恋の物語」（1980年） - 大草美作守
- 騎馬奉行 第11話「怪盗白羽矢組・女体の罠」（1979年、関西テレビ / 東映） - 越前屋
- Gメンシリーズ（TBS / 東映→近藤照男プロ）
  - Gメン'75
    - 第236話「国会議員宿舎の連続強盗事件」（1979年） - 大物議員
    - 第242話「美女たちの密室殺人」（1980年） - 赤木
    - 第331話「新Gメンvsニセ白バイ軍団」（1981年） - 前島副総監

  - Gメン'82 第12話「白バイVSカーアクション殺人事件」（1983年） - 山井署長
- 西部警察シリーズ（テレビ朝日 / 石原プロ）
  - 西部警察 第13話「大門危機一髪」（1980年） - 矢藤泰造
  - 西部警察 PART-II - 堀田勇蔵（警視監）
    - 第21話「甦れ! ドッグ・ファイター」（1982年）
    - 第25話「走る爆破指令室-マシン・RS-」（1983年）

  - 西部警察 PART-III 第65話「鮮血の絆!」（1984年） - 三枝剛
- ミラクルガール （1980年、12ch / 東映） 
  - 第4話「女が欲望に賭けるとき」 - 吉崎物産社長・吉崎
  - 第16話「怪奇・美女惨殺の館」 - 藤崎総業専務
- 雪姫隠密道中記 第3話「狸の又平 槍の仇討 -福岡-」（1980年、毎日放送 / S.H.P） - 矢崎軍蔵
- 大激闘マッドポリス'80（1980年、日本テレビ / 東映）
  - 第4話「切り札は黒いクイーン」 - 警視総監
  - 特命刑事 第8話「お父ちゃんのダイヤモンド」 - 坂巻幸一郎（ワールド警備保障社長）
- 爆走! ドーベルマン刑事 第17話「黒バイ部隊危機一髪!」（1980年、テレビ朝日 / 東映）
- 旅がらす事件帖 第3話「涙に濡れた姉妹鈴」（1980年、関西テレビ / 国際放映） - 太兵衛
- 鬼平犯科帳 第1シリーズ 第11話「剣客」（1980年、テレビ朝日）
- 長七郎天下ご免! 第88話「訴状が舞った黒潮しぶき」（1981年、テレビ朝日）- 石川大和
- プロハンター 第25話「ロング・グッドバイ」（1981年、日本テレビ / セントラル・アーツ）
- 気になる天使たち （1981年、フジテレビ / 東宝）
- ザ・ハングマンシリーズ（朝日放送 / 松竹芸能）
  - ザ・ハングマン  第23話「人さらいベビーホテル」（1981年） - 郷田大三郎（代議士）
  - ザ・ハングマンII 第15話「出口なし恐怖の空気処刑」（1982年） - 浅利卓司（森川工業社長）
  - 新ハングマン 第22話「ホテトル嬢の口をふさぐ好色官僚」（1984年） - 田所専務（大光不動産）
  - ハングマンGOGO 第16話「緊急指令・本日限リデ解散セヨ!」（1987年） - 中沢繁（中沢不動産社長）
- 眠狂四郎円月殺法 第11話「姫君みだれ舞い妖艶剣 -藤枝の巻-」（1983年、テレビ東京） - 勝俣雅楽
- 眠狂四郎無頼控 第9話「首斬り無用にて候」（1983年、テレビ東京） - 石出帯刀
- 土曜ワイド劇場（テレビ朝日）
  - 松本清張の寒流（1983年、大映テレビ）
  - 牟田刑事官事件ファイル 第15作「神戸-横浜、港町連続殺人」（1991年） - 大村社長
  - はみだし弁護士・巽志郎 第4作「名門政治家一族に（秘）愛人スキャンダル!」（1999年、朝日放送 / 東阪企画） - 川尻哲造
- 木曜ファミリーワイド / 松本清張の蒼い描点（1983年、フジテレビ / 大映テレビ） - 永山専務
- 金曜ファミリーワイド / 松本清張の地の骨（1984年、フジテレビ / 大映テレビ） - 戸沢教授
- 京都マル秘指令 ザ新選組 第9話「名僧を釜ゆでにするぞ!」（1984年、朝日放送 / 松竹）
- 金曜女のドラマスペシャル / 嫁は姑を殺したか（1984年、フジテレビ / 大映テレビ）
- 長七郎江戸日記 第1シリーズ（日本テレビ）
  - 第28話「月夜の闇退治」（1984年）- 関屋藤兵衛(霞の藤兵衛)
  - 第81話「鬼の目に涙」（1985年）- 大和屋治兵衛
- スケバン刑事 第10話「狙われたアタッカー」（1985年、フジテレビ / 東映） - 黒田後援会長
- 真田太平記（1985年 - 1986年、NHK総合 新大型時代劇） - 島津義弘
- 赤かぶ検事奮戦記IV 第8話「美人妻レイプ裁判」（1986年、朝日放送 / 松竹）
- 大岡越前（TBS / C.A.L）
  - 第9部 第26話「吉宗暗殺仇討ちの陰謀」（1986年4月21日） - 鳴海屋
  - 第11部 第26話「めでためでたの大岡裁き」（1990年10月15日）  - 河瀬長矩
  - 第13部 第11話「情けに泣いたお役者小僧」（1993年1月25日） - よろず屋
- ベイシティ刑事 第18話「子連れ刑事 ヨコハマ物語」（1988年、テレビ朝日 / 東映）
- NEWジャングル 第28話「あばよ八坂署」（1988年、日本テレビ / 東宝）
- 銀河テレビ小説（NHK総合）
  - 総務部総務課山口六平太（1988年） - 森田常務
- さすらい刑事旅情編 第20話「痴漢にされた男」（1989年、テレビ朝日 / 東映）
- ハロー! グッバイ 第9話「刑事がヘルプ!」（1989年、日本テレビ / 東宝）
- 女ねずみ小僧 第10話「竹ヤブから千両箱!!」（1989年、フジテレビ / C.A.L） - 橘屋
- ゴリラ・警視庁捜査第8班 第14話「傭兵狩り」（1989年、テレビ朝日 / 石原プロ）
- 暴れん坊将軍シリーズ（テレビ朝日 / 東映）
  - 暴れん坊将軍III （1990年）
    - 第98話「幼きいのち なみだ旅!」 - 竹野内膳
    - 第104話「花咲ける忠臣一代!」 - 水野和泉守忠之

  - 暴れん坊将軍IV 第72話「お見事、上様の恋指南!」（1992年） - 河内屋利兵衛
  - 暴れん坊将軍V（1993年）
    - 第5話「盗賊は炎の中に消えた」 - 田口又兵衛
    - 第16話「おんな事件屋、江戸を斬る!」 - 嘉助

  - 暴れん坊将軍VI 第17話「人参に咲いた花祝言」（1995年） - 岩田屋宗兵衛
- 続続・三匹が斬る! 第3話「酒と女と小判漬け、悪徳家老に大変身!」（1990年、ANB / 東映）- 鴎屋
- 特警ウインスペクター 第28話「飛べ! 優子号」（1990年、テレビ朝日 / 東映） - 香川善一郎
- スーパー戦隊シリーズ（テレビ朝日 / 東映）
  - 鳥人戦隊ジェットマン（1991年） - じいや
  - 超力戦隊オーレンジャー 第20話「鉄拳100連発」（1995年） - 岩島
- 銭形平次（フジテレビ / 東映） ※北大路欣也版
  - 第1シリーズ 第9話「蛇の目傘の女」（1991年） - 儀兵衛
  - 第2シリーズ 第12話「長者屋敷の秘密」（1992年） - 権六
  - 第3シリーズ 第3話「雪の夜」（1993年） - 乙松
- ホテルウーマン（1991年、関西テレビ / G・カンパニー）
- 名奉行 遠山の金さん 第4シリーズ 第17話「大金を猫ばばした母と娘」（1992年、テレビ朝日 / 東映） - 花岡風月
- 喧嘩屋右近 第2シリーズ 第1話「女房も貸します、喧嘩屋稼業」（1993年、テレビ東京 / 松竹）
- 江戸を斬るVIII 第13話「愛しい娘が殺人者」（1994年、TBS / C.A.L） - 山木屋与兵衛
- 静かなるドンFOREVER（1996年、日本テレビ / 光和インターナショナル） - 雪見大助
- 姫将軍大あばれ 第39話「おんな牢阿鼻地獄」（1996年、テレビ東京） - 越後屋市兵衛
- 憲法はまだか（1996年、NHK総合）
- 研修医なな子 第5話「突然! ナースな見習い!?」（1997年、テレビ朝日）
- 水曜ドラマの花束 / 私の中の誰か〜買い物依存症の女たち〜（1998年、NHK総合）
- はるちゃん3（1999年、東海テレビ / 国際放映） - 外山

### 映画
- 二十歳前後（1950年、大映）- 清水
- 日本橋（1956年、大映）- 葛木の同僚Ｂ
- 楊貴妃（1955年、大映）※早川雄二名義[5]
- 宇宙人東京に現わる（1956年、大映）
- 永すぎた春（1957年、大映）
- 共犯者（1958年、大映）
- 貴族の階段（1959年、大映）- 下士官
- 野花（1959年、大映）- 兵隊
- 痴人の愛（1960年、大映）-　村上
- 黒い十人の女（1961年、大映）
- 秦・始皇帝（1962年、大映）
- ぐれん隊純情派（1963年、大映）
- 風速七十五米（メートル）（1963年、大映）- 浅沼
- 兵隊やくざ（1965年、大映）- 石上軍曹
- あゝ零戦（1965年、大映）
- 陸軍中野学校（1966年、大映）- 岩倉大佐
- 大怪獣決闘 ガメラ対バルゴン（1966年、大映）- 川尻(あわじ丸の船員)
- 白い巨塔（1966年、大映）
- 大魔神逆襲（1966年、大映）- 吉兵衛
- 妻二人（1967年、大映）
- 悪名一代（1967年、大映）
- 座頭市牢破り（1967年、大映）
- 陸軍中野学校 竜三号指令（1967年、大映）- 佐々木中佐
- 海のGメン 太平洋の用心棒（1967年、大映）
- 兵隊やくざ 俺にまかせろ（1967年、大映）- 仙場伍長(板前)
- ジェットF104脱出せよ（1968年、大映）
- 怪談おとし穴（1968年、大映）
- 闇を裂く一発（1968年、大映）
- 女賭博師絶縁状（1968年、大映）
- セックス・チェック 第二の性（1968年、大映）
- 女賭博師花の切り札 (1969年)
- あゝ陸軍隼戦闘隊（1969年、大映）
- でんきくらげ（1970年、大映）
- 高校生番長 ズベ公正統派（1970年、大映）
- 皆殺しのスキャット（1970年、大映）
- 玄海遊侠伝 破れかぶれ（1970年、大映）- 柳川代議士
- 新座頭市・破れ!唐人剣（1971年、東宝）
- 遊び（1971年、大映）
- 新女賭博師 壷ぐれ肌（1971年、大映）
- 男一匹ガキ大将（1971年、勝プロダクション）- 網元（林山）
- 日本沈没（1973年、東宝）- 防衛庁統幕議長
- 鬼の詩（1975年、ATG）- 月亭文都
- 金環蝕（1975年、東宝）
- 泥だらけの純情（1977年、東宝）-　関刑事
- 事件（1978年、松竹）
- 海潮音（1980年、ATG）- 赤木医師
- 遠野物語（1982年、日本ヘラルド映画）
- 小説吉田学校（1983年、東宝）
- はいからさんが通る（1987年、東映）
- 226（1989年、松竹） - 渡辺錠太郎
- きんぴら（1990年、東映） - 間雄次
- 今日から俺は!!（1994年、東映）
- あぶない刑事リターンズ（1996年、東映） - 磯野（振興銀行頭取）[6]

### Vシネマ
- 大川慶次郎の競馬鹿人生（1995年、大貫プロ）
- 特攻!ヤンママ仁義（1995年、東映ビデオ）
- 調教の館（1998年、GPミュージアム）
- 白竜（1998年、ケイエスエス）
- 実録・夜桜銀次（2001年、東映ビデオ） - 島川藤次郎
- 実録・夜桜銀次2（2001年、東映ビデオ） - 島川藤次郎
- 実録ヒットマン 北海の虎・望郷（2003年、東映ビデオ） - 住職

### 吹き替え

#### 映画
- 007シリーズ（エルンスト・スタヴロ・ブロフェルド：アンソニー・ドーソン）※TBS版
  - 007 ロシアより愛をこめて
  - 007 サンダーボール作戦
- 豹/ジャガー ※NET版

#### ドラマ
- スターロスト宇宙船アーク「恐怖の巨大ミツバチ」（ピート：ウィリアム・ハット）
- 大草原の小さな家 シーズン2 #3 #9（銀行家スプレーグ：テッド・ゲーリング）